# Хабибе, Хенри
Хенри Хабибе, собственно Фредерик Хендрик Хабибе (нидерл. Henry Habibe, Frederick Hendrik Habibe, 6 мая 1940, Аруба) – поэт, переводчик, историк литературы острова Аруба, пишет на папьяменто, испанском и голландском языках.

## Биография
В 1956 приехал в Нидерланды, учился в Неймегене и Лейдене. Служил редактором в журнале антильской культуры Watapana. В 1971-1977 преподавал на Арубе испанский язык и папьяменто. В 1977 по стипендии занимался в университете Пуэрто-Рико. В 1985 защитил в Лейденском университете диссертацию по афро-антильской поэзии. Написал несколько работ о поэтах Антильских островов. Переводит голландскую поэзию на папьяменто.

## Книги стихов
- Aurora (1968)
- Kere Sentenchi (1980)
- Yiu di tera (1985)
- Vulkanisch samenzijn (2008)